# Engel sucht Liebe
Engel sucht Liebe ist eine deutsche Weihnachtskomödie der Studio-Hamburg-Filmproduktion. Die Hauptrollen des Fernsehfilms spielten Yvonne Catterfeld und Max von Thun.

## Handlung
Uriel ist ein Weihnachtsengel, dessen Aufgabe es ist, den Menschen in der Weihnachtszeit zu helfen, ein bisschen glücklicher zu sein. Sein desillusioniertes Leben ändert sich erst, als er Laura kennenlernt. Sie ist blind, hat sich aber die kindliche Fähigkeit bewahrt, Engel zu erkennen. Als erster Mensch kann sie ihn sehen und berühren. Uriel verliebt sich in sie, und in ihm entsteht der Wunsch, ein Mensch zu werden. Doch der Bürokratenengel Gabriel hat andere Dinge mit ihm vor. Uriel kämpft für seinen Wunsch und seine Liebe. Gott sei Dank ist Weihnachten und Wunder somit jederzeit möglich. Aber Lauras Tage sind längst gezählt. Uriel müsste sein Leben geben, um die himmlische Ordnung aufrechtzuerhalten.

## Hintergrund
Engel sucht Liebe wurde am 28. September 2009 erstmals beim Filmfest Hamburg aufgeführt, die Fernseherstausstrahlung war am 1. Dezember 2009 auf Sat.1. Der Film ist ein Remake von Wim Wenders’ Kinofilm Der Himmel über Berlin.

## Trivia
Der Film wurde in Berlin gedreht.
In einer der letzten Szenen trifft Uriel auf den Boss, implizierend, dass es sich hierbei um Gott handelt. Er bestätigt indirekt Uriels Vermutung, dass das gesamte Geschehen von ihm geplant war. Dargestellt wird er von Bruno F. Apitz.